# Ophidian (catcheur)
Pour le producteur de techno hardcore, voir Ophidian.
Ophidian est un lutteur professionnel, mieux connu au sein de la fédération Chikara. Il est ancien membre du stable The Osirian Portal, au sein duquel il côtoyait les lutteurs Amasis et Hieracon. Il incarne un cobra royal anthropomorphe, qui se reflète dans sa personnalité et ses mouvements. Ophidian est entraineur assistant au Wrestle Factory, opéré par le fondateur de la Chikara, Mike Quackenbush.

## Carrière

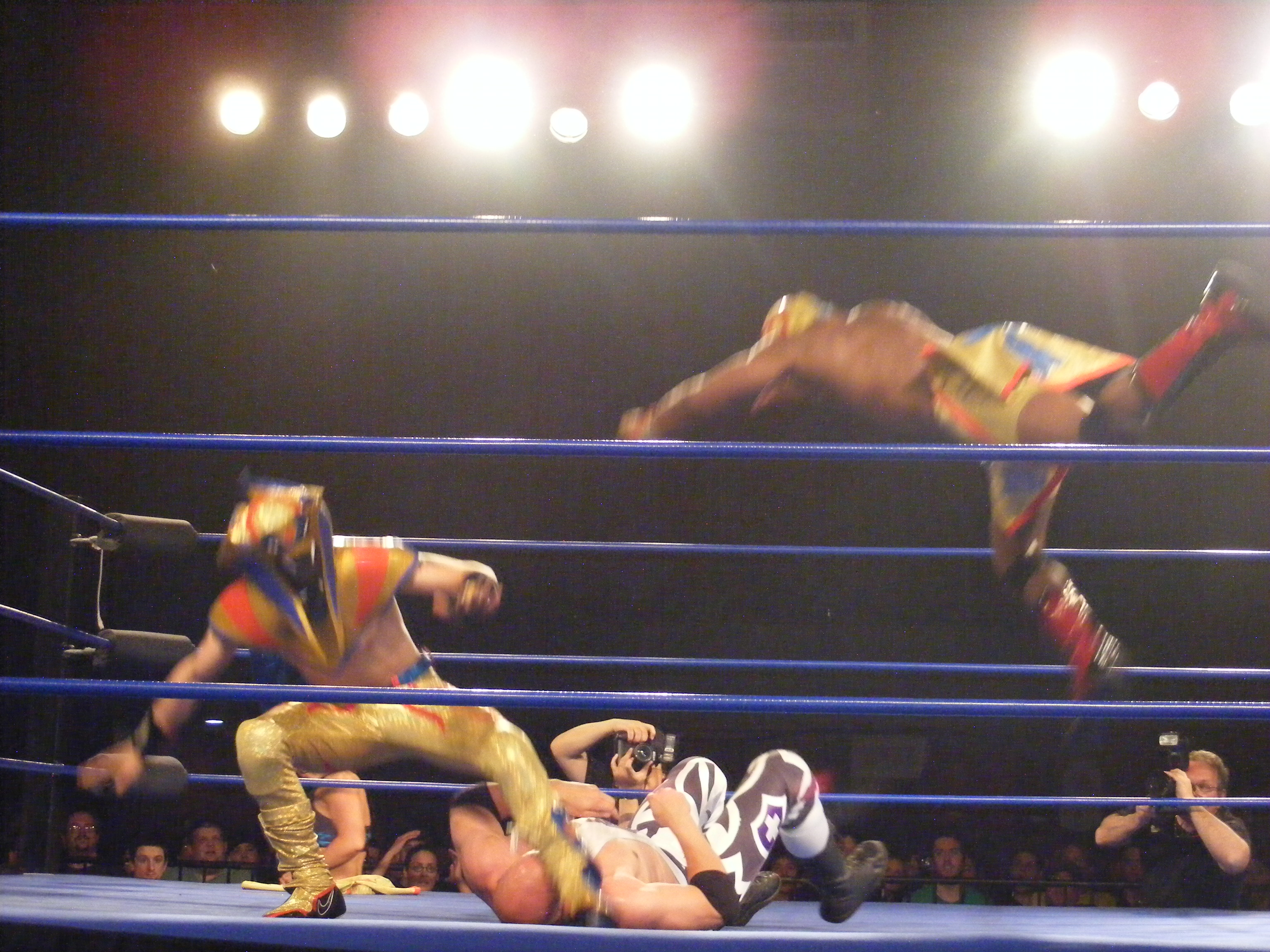
Amasis et Ophidian.

Amasis et Ophidian font leurs débuts en tag team le 22 septembre 2007 à l'émission Cibernetico and Robin, gagnant leur premier combat ensemble face à ShaneSaw (Shane Storm et Jigsaw). Ophidian fait ses débuts le 5 juin à l'événement XCW Wrestling Mid-West et effectue deux combats à la Chikara, les 4 et 21 juillet, tandis qu'Amasis fait ses débuts professionnels. Au début de 2008, Amasis et Ophidian participent au King of Trios, avec Mecha Mummy, formant la Team Egypt.
Amasis revient à la Chikara le 2 décembre 2012, démarrant une rivalité avec Ophidian. Les deux s'affrontent le 3 juin 2013, à l'Aniversario: Never Compromise, où Amasis gagne face à Ophidian lors d'un casket match. Plus tard, Ophidian et Amasis se réunissent à l'événement Wrestling is Cool.
En 2017, Ophidian perd face à Hallowicked. Peu après, The Whisper réclame le masque d'Ophidian pour devenir le nouvel Ophidian, tandis que l'Ophidian original adopte un nouveau masque, et nouveau nom de ring, Ouroboros.

## Au catch
- Prises de finition 
  - Cobra Clutch Death Grip[1],[5],[9]
  - Egyptian Destroyer[5],[9],[10]
  - Snake Trap[5],[9]

- Prise de signature
  - Bridging evasion[5],[9]
  - Cobra clutch suplex[11]
  - Corner backflip kick[5],[9]
  - Cradle suplex[5],[9]
  - Diving leg drop[5]
  - Double knee strike[1],[9] (souvent du haut de la troisième corde)[5],[9]
  - Duat Driver[1],[9]
  - Enzuigiri[1]
  - Full nelson avec bodyscissors[5]
  - Gannosuke clutch[5],[9]
  - Moonsault[5]
  - Octopus stretch[5]
  - Reverse roundhouse kick[5],[9]
  - Skin the Snake[5],[9]

- Surnoms
  - The (Venomous and Vile) Serpent from the Nile[1],[12]
  - The Master of Snake Style Lucha

- Thèmes
  - Walk Like an Egyptian de Linea 77[13] (Chikara)
  - Walk Like an Egyptian de Wilman de Jesus[13] (Chikara)
  - Walk Like an Egyptian de Hakim avec Cleopatra[13] (ROH, Chikara)
  - Do You Call My Name de Ra[5]
  - Ophidian's Charm des Deadities[14]
  - Snake Style de Paul Danjer[15]
  - The Return of The Osirian Portal de David vs Everything[1]